# Římskokatolická farnost Archlebov
Římskokatolická farnost Archlebov je územní společenství římských katolíků s farním kostelem sv. Šebestiána a Rocha v hodonínském děkanství.

## Území farnosti
- Archlebov s farním kostelem sv. Šebestiána a Rocha
- Dražůvky

## Historie farnosti
Archlebov býval v nejstarších dobách přifařen do Žarošic. V patnáctém století byla v obci postavena kaple. Ta na přelomu šestnáctého a sedmnáctého století zchátrala a poté byla v roce 1639 opravena. Během následujících let se ukázalo, že je pro obyvatele Archlebova malá a tak v letech 1729 až 1731 byl postaven nový prostornější chrám.

## Duchovní správci
Archlebov byl od doby zřízení žarošické farnosti přifařen do Žarošic. Kněží docházeli do zdejšího kostela pravidelně každou třetí neděli v měsíci sloužit mši svatou, pohřbívat zemřelé a o svátcích konali zde bohoslužby dle svých možností. Od roku 1752 se v archlebovském kostele konaly pravidelné bohoslužby. V roce 1784 byla v Archlebově zřízena tzv. lokálie, to znamená, že tuto část žarošické farnosti dostal na starost kněz, který zde trvale bydlel. Knězi se říkalo lokální kaplan. V roce 1859 byla lokálie povýšena na samostatnou farnost. Od 1. října 1969 byly k archlebovské farnosti přifařeny sousední Dražůvky, které do té doby spadaly pod duchovní správu do Želetic. Přehled kněží působících v Archlebově je známý od konce 18. století.
Farnost byla od 1. dubna 2006 spravována excurrendo R. D. Josefem Večeřou, farním vikářem z farnosti Žarošice. Od 1. srpna 2016 byl ustanoven administrátorem excurrendo R. D. Mgr. Josef Pohanka. Toho od srpna 2017 jako farář vystřídal D. ThLic. ICLic. Maximilián Vladimír Filo, OPraem.  S platností od 1- srpna 2019 byl administrátorem excurrendo ustanoven opět R. D. Mgr. Josef Pohanka.
Od října 2022 jej vystřídal R. D. Mgr. Pavel Lacina.

## Bohoslužby
| Kostel                        | Místo     | Bohoslužba (den) | Hodina                | Poznámka     |
| ----------------------------- | --------- | ---------------- | --------------------- | ------------ |
| Kostel sv. Šebestiána a Rocha | Archlebov | neděle pátek     | 8.00 17.00 (pro děti) | farní kostel |

## Duchovní povolání ve farnosti
Od sedmnáctého století je dochovány údaje o šesti kněžích, rodácích z Archlebova, posledním byl P. Tomáš Ždánský, dlouholetý farář v Žarošicích.

## Aktivity ve farnosti
Dnem vzájemných modliteb farností za bohoslovce a bohoslovců za farnosti brněnské diecéze je 3. březen. Adorační den připadá na 5. dubna..
Ve farnosti se pravidelně pořádá tříkrálová sbírka. V roce 2014 se při ní vybralo 26 890 korun, o rok později 28 854 korun.. Při sbírce v roce 2016 se vybralo v Archlebově 31 912 korun a ve Dražůvkách 7 418 korun.  V roce 2018 činil výtěžek sbírky v Archlebově 31 113 korun, v Dražůvkách pak 7 478 korun. 